# Ingo Peter
Ingo Peter (* 23. Oktober 1951) ist ein deutscher Fußballtrainer und ehemaliger Fußballspieler. 1981 wurde er mit Chicago Sting Meister der USA.

## Spieler
Er war zwischen 1970 und 1972 Spieler bei Borussia Dortmund. Dort kam er in seiner zweiten Saison auf fünf Bundesligaeinsätze als Mittelfeldspieler, bevor er aufgrund von Querelen mit Trainer Herbert Burdenski von sich aus kündigte.
Danach spielte er bei TSC Eintracht Dortmund, DJK Gütersloh, VfB Altena und dem SV Holzwickede, mit dem er die Deutsche Amateurmeisterschaft von 1976 gewann. Danach spielte er ab 1977 beim DSC Wanne-Eickel und stieg mit diesen 1978 in die 2. Fußball-Bundesliga auf, es folgten 2 Jahre mit Wanne-Eickel in der Zweiten Liga.
Auf Empfehlung des wie er dortmundstämmigen Karl-Heinz Granitza wurde er dessen Mannschaftskamerad in der North American Soccer League bei den Chicago Sting. Mit den Stings wurde er 1981 durch einen Sieg im Finale über das von Hennes Weisweiler trainierte New York Cosmos amerikanischer Meister. Neben Granitza waren mit Paul Hahn, Arno Steffenhagen und Torwart Dieter Ferner noch drei weitere Deutsche in der Siegermannschaft. Später stieg Ingo Peter zum Mannschaftskapitän auf.

## Trainer
Nach der Rückkehr aus den USA fing Peter zunächst als Trainer beim Bezirksligisten ÖSG Viktoria 08 Dortmund an. Von 1989 bis 1992 und in der Rückrunde der Saison 1993/94 trainierte er den VfR Sölde, dazwischen war er Trainer vom damals drittklassigen Arminia Bielefeld.
In den Jahren 1994 bis 2003 war er, einschließlich einer Beurlaubung Ende 2000, Trainer der Sportfreunde Siegen. Mit dem Verein stieg er 1997 in die weiland drittklassige Regionalliga auf, wo sich die Mannschaft in den ersten drei Jahren unter den ersten Drei hielt, und erreichte 1999 das Viertelfinale im DFB-Pokal.
Anschließend wechselte er zum Zweitligaaufsteiger SSV Jahn Regensburg, wo er bis zum 17. November 2003 arbeitete. Die Mannschaft lag zum Zeitpunkt der Entlassung auf Platz 14, einen Rang über der Abstiegszone. Am Saisonende stiegen die Regensburger als 16. wieder ab.
Am 24. November 2003 wurde er vom auf dem 18. und damit letzten Platz liegenden Ligakonkurrenten LR Ahlen als Trainer verpflichtet. Er führte den Verein bis zum Saisonende auf den sicheren 12. Rang. In der folgenden Saison lag die Mannschaft nach vier Niederlagen am Stück wieder auf dem letzten Platz und Peter wurde am 1. März 2005 entlassen. Die Ahlener hielten am Ende als diesmal 13. erneut die Klasse.
Seit April 2007 war Peter technischer Berater des SV Holzwickede. Vom 6. Januar bis 30. Juni 2009 trainierte er zusätzlich ehrenamtlich den Westfalenligisten SpVg Olpe, dessen Hauptsponsor auch Arbeitgeber von Peter ist. Ab der Saison 2011/12 übernahm Peter auch den Trainerposten beim SV Holzwickede.